# Licencia menstrual
Una licencia menstrual (también llamado permiso menstrual, baja menstrual o día femenino) es un tipo de derecho laboral contemplado para mujeres y otras personas menstruantes trabajadoras por motivos relacionados con su menstruación, ya sean malestares producto de los síntomas del sangrado, cólicos severos que resulten incapacitantes o por cuadros de trastornos menstruales. Consiste desde recesos adicionales en horario laboral hasta ausencias justificadas con paga por uno o más días. Los empleadores pueden negociar a su vez modificaciones en las tareas, flexibilizar los horarios o permitir el teletrabajo.
Como figura se encuentra en la legislación laboral de países y jurisdicciones específicas, y el primer antecedente es de 1922, en la Rusia soviética. En Asia existe en Japón desde 1947, y se incorporó más tarde en Indonesia, Filipinas, Corea del Sur, Taiwán, Vietnam y ciertas provincias y territorios de China y de la India. En Zambia se conoce coloquialmente como «Día de las madres» y se contempla formalmente desde 2017, mientras que España es el único país de la Unión Europea en reglamentar el permiso remunerado por baja menstrual en 2022. En el resto del mundo puede existir en estados y subdivisiones nacionales específicas, o como parte de los beneficios otorgados por algunos convenios colectivos de trabajo y empresas particulares. También se ha propuesto implementarlas en ámbitos académicos como una medida destinada a mejorar la experiencia de aprendizaje, y evitar que las alumnas pierdan la regularidad de sus estudios a raíz de ausencias por malestares.
Las licencias menstruales han sido objeto de debate y controversia. Los sectores que promueven su adopción las comparan con las otorgadas por motivos de maternidad, y las consideran una herramienta para lograr mayor igualdad de género dentro del ámbito laboral. Por otro lado, se ha indicado que su uso indiscriminado podría perpetuar la idea asociada al sexismo de que la menstruación se equipara a una enfermedad. También existe una preocupación de que generen un coste extra inviable para el empleador y promueva un sesgo discriminatorio en la contratación o ascenso laboral de mujeres.

## Historia y alcance

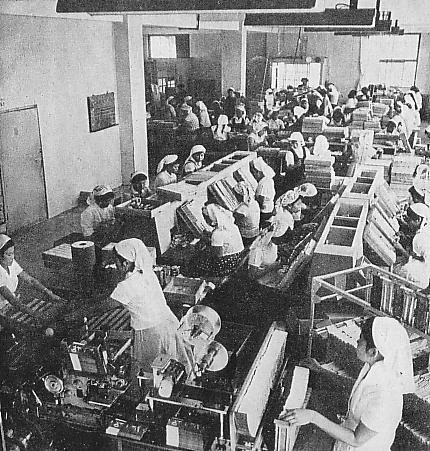
Los primeros antecedentes de permisos menstruales fueron concebidos para las trabajadoras del sector industrial. Imagen: obreras de una fábrica de cigarrillos en Japón, 1955.

Se estima que la primera regulación laboral específicamente vinculada con la menstruación se dio en 1922 en la Rusia Soviética. Las ausencias menstruales con paga fueron ratificadas por decreto, y se consideraron medidas pro natalistas. Estaban orientadas a proteger a las empleadas fabriles de padecer amenorrea o alteraciones de su ciclo producto de esfuerzos excesivos en el trabajo, cuadros que se creía podían comprometer a futuro su fertilidad y capacidad de tener hijos. La medida tenía por objetivo consolidar el incremento demográfico de la clase obrera, la futura fuerza laboral necesaria en un contexto de expansión industrial. 
Las fábricas textiles, operadas casi en su totalidad por mujeres, eran uno de los rubros con mayor cantidad de casos registrados de enfermedad y cuadros de dismenorrea. Los sectores de corte y planchado de telas se señalaron como prioritarios para incorporar licencias menstruales, con un tercio de trabajadoras experimentando problemas durante su sangrado, particularmente la contracción y tensión abdominal producto de la posición que debían adoptar al realizar sus tareas. Las medidas se fueron extendiendo a otros campos laborales como el artístico, donde ya existía el antecedente de trabajadoras del teatro ausentándose durante su menstruación en la previa era zarista. Gimnastas, acróbatas, bailarinas, jinetes, caminantes de cuerda floja, entre otras, eran las categorías específicas que podían gozar hasta tres días de ausencias retribuidas al mes. Otros grupos como imitadoras (en especial del género de parodia o parodistiki) fueron excluidos de este beneficio.
Para 1926 las licencias pagas por menstruación se había incorporado en más sectores laborales de los que originalmente se había previsto, lo que levantó dudas sobre su correcta implementación. El Comisariado del Pueblo de Trabajo de la URSS se expidió sobre el asunto y ratificó que las condiciones de las licencias serían gestionadas por los sindicatos. Para este punto el beneficio laboral también enfrentaba críticas inclusive por parte de las mismas trabajadoras, de quienes se esperaba el mismo nivel de productividad aún tomando las ausencias legales, y se discutió la necesidad de que se hicieran modificaciones, entre ellas que solo se adjudiquen a quienes pudieran acreditar cuadros de dolor con un certificado médico. La regulación se mantuvo vigente durante los años 1920, y fue renovada nuevamente por decreto en 1930.
Asia es la región con la mayor cantidad de países con algún tipo de política laboral menstrual. En Japón existen desde 1947, impulsadas por las fuerzas de intervención estadounidenses tras la Segunda Guerra Mundial. La Ley de Estándares Laborales de Japón permitió que una mujer pudiera ausentarse si padecía dolores menstruales severos, o si su tarea habitual pudiera resultar dañina para su salud mientras transite el menstruo. Este derecho laboral, conocido como seirikyuuka (licencia fisiológica o licencia menstrual), se concibió inicialmente para las trabajadoras del sector industrial cuando las mujeres estaban ingresando a la fuerza laboral en números récord y la mayoría tenían menos de veintiún años. El tema estaba ganando terreno en el país desde las décadas de 1920 y 1930, y en su momento se consideró un símbolo de la emancipación de la mujer al permitirles «hablar abiertamente de sus cuerpos y ser reconocidas en su rol de trabajadoras». Las condiciones como la paga garantizada o la cantidad de tiempo de descanso quedaron a discreción de los diferentes gremios y el empleador. Indonesia lo instauró un año después en 1948, también como una medida destinada para las mujeres del sector industrial y minero a raíz de las condiciones insalubres del trabajo. En 2003 estas licencias pasaron de dos días al mes de ausencias justificadas y pagas sin aviso previo, a ser medidas sujetas a negociación entre sindicatos y empleadores. El régimen de protección maternal para empleadas de Vietnam habilita recreos adicionales de treinta minutos por día durante la menstruación. En 2001 Corea del Sur adoptó la política de días remunerados de licencia menstrual; en caso de no utilizarlos la mujer puede requerir que se le abonen en su salario. Taiwán reguló en 2013 tres días anuales con paga al 50 % destinados para asuntos menstruales, no contemplados dentro de los 30 días de licencia por enfermedad. Otros mantienen medidas limitadas, como India, donde solo el estado de Bihar concede dos días al mes, o Filipinas, con el «Día menstrual» reglamentado solo para las empleadas del gobierno de La Unión. En China existió un intento de implementar la figura de licencia menstrual a nivel nacional en 2011, sin éxito. Legalmente existe en más de diez provincias, ciudades y territorios, entre ellos Hainan, Hubei, Shanxi, Anhui, Ningxia y Shanghái.
En Alemania cabe la posibilidad de que el empleador requiera a la mujer acudir primero a un médico personal para tramitar un permiso menstrual, que quedará a criterio del profesional. En 2017 llegó una propuesta sobre licencias menstruales al Parlamento italiano, lo que provocó debates al ser el primer país europeo en tratar el tema en el recinto. Finalmente no fue promulgada. El primero de la región en implementar las ausencias menstruales retribuidas fue España en 2022. La nueva Ley de salud sexual y reproductiva incluyó un paquete de medidas, entre ellas días de licencia paga por la presencia de dolores intensos; para solicitarlos, un médico deberá evaluar la gravedad del cuadro antes de otorgar el certificado que las justifique ante el empleador. De acuerdo con el Ministerio de Inclusión, Seguridad Social y Migraciones allí existen anualmente 6000 bajas laborales por razones de dismenorrea y cuadros de tensión abdominal a causa del menstruo.
En África, Zambia es el único país con una figura afín; conocido coloquialmente como «día de las madres», existía informalmente desde la década de 1990 y en 2017 fue oficializado. Las empleadas pueden ausentarse un día al mes por dolores menstruales y negar el beneficio puede resultar en acciones judiciales contra el empleador. La ley indica que no es necesario presentar previamente un certificado médico, pero no especifica las condiciones que debe cumplir la mujer que lo solicita, con antecedentes de despidos si es encontrada realizando otras tareas o actividades de ocio mientras se encuentra de licencia.
En el continente americano ningún país implementó la figura de licencia menstrual a nivel nacional. Brasil tuvo una propuesta en 2017, y en Chile se discutió para mujeres diagnosticadas con dismenorrea y endometriosis. Si es posible que estos permisos sean reconocidos en jurisdicciones específicas, tal es el caso de la provincia de Buenos Aires, Argentina, donde fue restituido en 1984. También forma parte de los derechos que mantienen algunos convenios colectivos de trabajo, como el sindicato bancario de Argentina que mantiene vigente el día femenino en todo el país para sus afiliadas, o las licencias de descanso para empleadas del sector público en México que padezcan dolor pélvico, náuseas, vómitos o mareos al menstruar.
Empresas particulares también pueden implementar paquetes de beneficios laborales por motivos de menstruación. Ejemplos de esto son la posibilidad de que las empleadas pueda trabajar en un sector más confortable de la oficina, se les permita el trabajo desde el hogar y tengan días de licencia paga disponibles. También se ha propuesto incorporarlas en ámbitos académicos como una medida destinada a mejorar la experiencia de aprendizaje de las alumnas, y evitar que pierdan la regularidad de sus estudios a raíz de ausencias por malestares. Como antecedente, una escuela gubernamental de India para niñas, ubicada en el actual distrito de Ernakulam, permitió en 1912 que tanto docentes como alumnas pudieran ausentarse durante la época de exámenes por motivos menstruales. En marzo de 2007, la Universidad Chung-Ang de Corea del Sur se convirtió en la primera en su país en incorporar esta política, medida que otros establecimientos del país imitaron. En 2008, la Universidad Sogang suspendió el beneficio por sospechas de un mal uso del mismo.

## Contexto

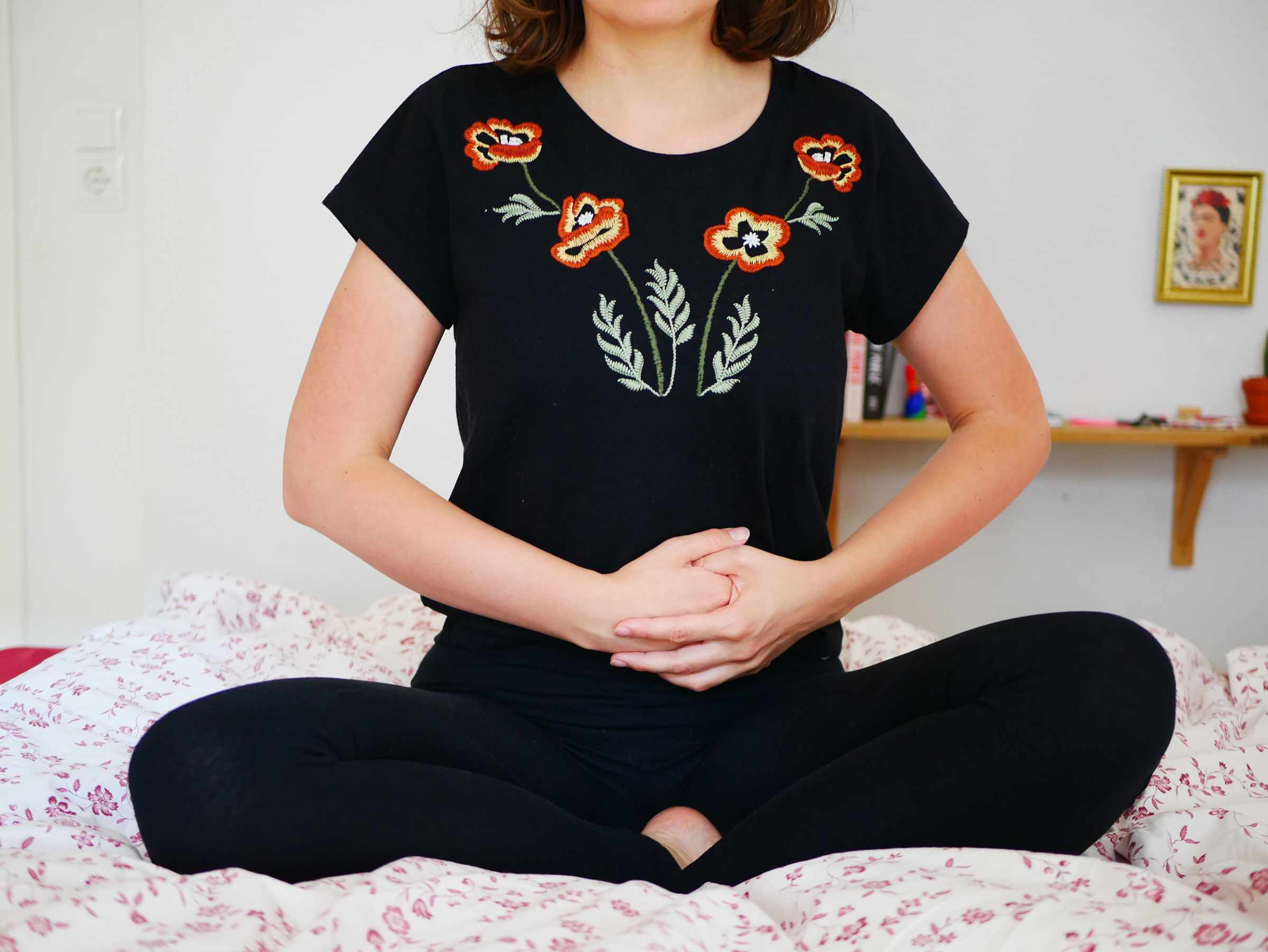
Imagen: mujer experimentando dolores menstruales.

### Proceso fisiológico
La menstruación es un proceso fisiológico que contribuye a la fertilidad. Entre el 14 % y el 25 % de mujeres padecen sangrado menstrual anormal (variable, abundante o impredecible), y es habitual que se experimente cansancio, dolores de espalda, cambios en el ánimo, cólicos, inflamación en el abdomen y cefalea. Cada persona la vivencia de forma diferente; los síntomas pueden ser severos o, por el contrario, escasos o inexistentes. Los trastornos asociados al sangrado son endometriosis, dismenorrea (primaria y secundaria), fibroma uterino, síndrome de ovario poliquístico, trastorno disfórico premenstrual, entre otros. Entre un 20 % a 90 % de las mujeres experimentará dismenorrea primaria, las contracciones del miometrio provocadas por acción de las prostaglandinas para expulsar el menstruo. Este cuadro de dolor puede resultar severo a incapacitante en algunas personas y junto a otros síntomas puede impactar directamente en la vida cotidiana y afectar las tareas en el ámbito laboral. Una encuesta de 2017 a 32 748 mujeres de Países Bajos halló que el 14 % había faltado a la escuela o su trabajo por este motivo, y dentro de ese porcentaje, un 3,4 % lo hacía con cada ciclo menstrual. A su vez, este estado puede exacerbar enfermedades crónicas como migrañas, diabetes o síndrome del intestino irritable.
La menstruación es un tema tabú en sociedades modernas; se considera un proceso «íntimo y privado», y se espera que la persona la gestione de forma discreta. Esto puede afectar el bienestar mental y emocional de la mujer al generarle cuadros de estrés al tener que afrontar en secreto sangrados abundantes y cólicos severos en la esfera pública. En el ámbito laboral, particularmente en aquellos donde existan prácticas discriminatorias por género, las empleadas pueden utilizar estrategias para lidiar discretamente con dolores intensos y malestares en un intento de evitar ser percibidas como trabajadores «menos confiables».

### Percepción de los permisos menstruales
La mayoría de las licencias laborales pertinentes específicamente para mujeres se centran en los permisos por maternidad, mientras que situaciones relacionadas con el menstruo no tienen la misma cobertura. Los primeros antecedentes en Rusia en 1922, y posteriormente en Japón en 1947 se asociaron al rubro industrial, donde se reconocía que las condiciones laborales del sector podían ser insalubres para una mujer menstruante, con una infraestructura sanitaria deficiente e inadecuada para la correcta gestión menstrual. La falta de agua potable, cuartos de baño accesibles o la ausencia de productos de higiene son un factor de riesgo para infecciones. Asimismo, la naturaleza física de la labor o las jornadas extensas de trabajo se creía podían provocar amenorrea o alteraciones menstruales. Los permisos para ausentarse del trabajo se consideraron, en un primer momento, una herramienta para prevenir cuadros que comprometieran la fertilidad y capacidad de gestar de las trabajadoras.
Como lo menciona Agostina Mileo en El día femenino en el ambiente de trabajo: una breve revisión de las licencias laborales por menstruación, existe un elemento cultural en la concepción de estas legislaciones según el rol que se espera tenga la mujer en la sociedad, tanto como proveedora del hogar y como procreadora. Los países orientales se centran en la protección de la futura maternidad de la trabajadora al garantizar el descanso durante el menstruo, lo que se cree prevendría situaciones de abortos espontáneos y complicaciones futuras en el embarazo. Esta sociedad priorizaría la eventual maternidad por sobre un desarrollo profesional de la mujer, donde «el rol materno y el rol profesional son disyuntivos». En Occidente, de acuerdo a Mileo, es esperable que una mujer pueda cumplir ambos roles en simultáneo, por lo que las bajas por motivo de la menstruación se equiparan a las ausencias por enfermedad, «patologizando» un proceso fisiológico. Rachel B. Levitt y Jessica L. Barnack-Tavlaris encuadran las actitudes culturales hacia la menstruación dentro de un sexismo ambivalente, destinadas a «marginalizar y oprimir a mujeres y otras personas menstruantes» a través de la cosificación y la ideología del sexismo. Dentro de este encuadre, las licencias podrían considerarse una expresión del sexismo benevolente, cuya intención es reforzar que el propósito en la vida de la mujer es tener hijos.

## Implementación

### Condiciones
Según las propuestas de cada legislación, las licencias menstruales pueden tener diferentes condiciones. El tiempo de ausencia que cubren puede medirse en recreos dentro de la jornada, módulos de horas o días completos. La paga puede o no estar contemplada, como ser así compatibles con compensaciones extraordinarias. La licencia puede consistir en la flexibilización de las tareas mediante el trabajo desde el hogar, y la elegibilidad para gozar de ellas esta sujeta al sexo, un rango de edad, las condiciones específicas del trabajo y el hecho de portar o no condiciones médicas. En este último caso se puede requerir probar la necesidad de utilizarlas mediante un certificado. El estudio a 32 748 mujeres de Países Bajos halló que la mayoría apoyaba la implementación de una política menstrual, las ideas que propusieron fueron mayor flexibilidad y menor trabajo físico (67,7%), permiso para trabajar desde el hogar (32,1 %), más tiempo disponible para cuidado personal (28,3 %) y la posibilidad de tomar un día libre y luego compensarlo (11,5 %). Complementariamente, el 32,9 % apoyó la idea de un día de licencia.
Las actitudes frente a estos permisos también difieren según el sector donde se trabaje, con una mayor adopción en rubros industriales, mientras que las empleadas de oficina o de comercio minorista pueden ser más reticentes a utilizarlas. La implementación depende a su vez de factores relacionados con la cultura y el entorno laboral. Los permisos de ausencia son percibidos como un beneficio si se aplican en trabajos poco remunerados o que no ofrezcan el prospecto de una carrera, mientras que es menos probable que las mujeres los utilicen si están en un grupo de trabajo mixto compitiendo con pares varones por ascensos. A su vez, los días de ausencias funcionan con mayor facilidad en los países asiáticos, donde ya existe la tradición del descanso los dos primeros días del menstruo.

### Repercusiones y potenciales desafíos
Jessica L. Barnack-Tavlaris, Kristina Hansen, Rachel B. Levitt y Michelle Reno en la publicación de 2019 Taking leave to bleed: Perceptions and attitudes toward menstrual leave policy, establecen que la menstruación acarrea implicaciones socioculturales diversas, y ha sido un tema expuesto a la politización, medicalización y al estigma social. De acuerdo con las autoras, aún no existe suficiente información sobre el posible impacto de las licencias menstruales, y advierten que implementar estas figuras sin tomar en cuenta los potenciales efectos negativos puede ser «problemático».
En los países donde existe la figura, las actitudes socioculturales hacia la menstruación, sumado a la cultura laboral y las condiciones en que los empleadores las adjudican, pueden disuadir a las empleadas de reclamarlas. Japón es uno de los países donde se estudió su implementación. Allí, entre las décadas de 1960 y 1980, el porcentaje de uso de la licencia descendió de un promedio de 25 % a un 13 %. Los factores que incidieron en este declive son diversos y responden a nuevas actitudes de las trabajadoras para ascender laboralmente, una presión de los empleadores para que eviten utilizarla, el aumento de la edad promedio de las empleadas (a mayor edad, menor necesidad de días de descanso) y la mejora de las condiciones de infraestructura. Como consecuencia, el uso de esa figura se ha desplomado a lo largo del siglo XX, aunque no ha desaparecido de todo. Asimismo, se notó la tendencia de un mayor uso de las licencias en empresas grandes donde operen gremios con mayor capacidad de negociación de beneficios laborales. Una encuesta de 2020 del Ministerio de Trabajo de Japón halló que de 1956 empleadas calificadas para permisos menstruales, solo el 0,9 % había hecho uso de estas. Entre las razones figuran la incomodidad de tener que requerirlo directamente a un jefe varón, las pocas personas que lo tramitan, evitar causar problemas a compañeros de trabajo con su ausencia y la expectativa de todos los empleados de cumplir con los deberes laborales inclusive atravesando enfermedades. Existe también el miedo a sentirse discriminadas en el caso de requerirlas, con trabajadoras que admitieron en entrevistas haber sufrido rechazo y acoso en su trabajo tras haberlas tomado. Sin embargo, a pesar de que cada vez se utiliza menos y que pareciera que la cultura ha superado la necesidad de la licencia menstrual, un sector de mujeres japonesas se manifiestan en contra de su abolición, evidenciado en la siguiente tabla comparativa de uso real de la licencia contrapuesto al deseo de utilizarla.
| Recurso                          | Año  | Porcentaje de uso regular | Porcentaje de personas que quisieran usarla | Porcentaje que no la necesitan |
| -------------------------------- | ---- | ------------------------- | ------------------------------------------- | ------------------------------ |
| Japanese National Railway Union  | 1979 | 48.8 %                    | 17.5 %                                      | 24.1 %                         |
| Japanese Nurses Association      | 1979 | 19.7 %                    | 40 %                                        | 37.5 %                         |
| Mitsubishi Trust Bank Union      | 1979 | 8.9 - 32.6 %              | 18.4 - 42.3 %                               | 15.3 - 34.2 %                  |
| Zero-Iro (General Medical Union) | 1980 | 4.3 %                     | 68.2 %                                      | -                              |
| Onna-tachi no Rhythms            | 1982 | 10.3 - 43.2 %             | 4.1 - 43.3 %                                | 35.2 - 55.3 %                  |

En Vietnam no hay disponible información suficiente sobre las percepciones de estos permisos, pero se infiere que el estigma menstrual previene a las empleadas de solicitarlo, tomando en su lugar días por enfermedad y evitar así «antagonizar» con sus pares varones. En cierto casos, el empleador puede precisar que las empleadas acrediten primero su estado menstruante y su necesidad de la licencia mediante una nota o examen médico. Proveer pruebas puede complejizar el proceso de tramitar el permiso, y puede hacer que desistan de solicitarlo, una situación que se cree habitual en Taiwán. En Indonesia, este requisito fue cuestionado en 2015 por once federaciones que nuclean sindicatos de mujeres trabajadoras.
La figura de licencia menstrual puede traer aparejada desafíos en su implementación inclusive en compañías donde se desee incluirlas como beneficio adicional. Dependiendo de la legislación laboral vigente, los empleadores podrían enfrentarse a posibles demandas si se interpreta que estas licencias son beneficios con una base de discriminación contra los empleados que no cumplan las condiciones para gozar de ellas. A diferencia de las licencias por enfermedad, estas solo están disponibles para mujeres y personas menstruantes en el rango de edad correcto y con capacidad activa de hacerlo, estableciendo así una diferenciación por motivos de sexo biológico. En Corea del Sur las licencias menstruales enfrentaron críticas desde sectores activistas por los derechos de los hombres, quienes a pesar de desempeñarse en una cultural laboral dominada por varones, las consideran un acto de «discriminación inversa». La asesoría de Lara Owen en la implementación de esta figura en empresas halló que, para que las empleadas no consideren las licencias menstruales una herramienta disruptiva, estas deben de estar diseñadas para ser compatibles con su entorno laboral al mismo tiempo que se adaptan a sus necesidades específicas. La autora considera el término «licencia» como «incendiario», y que en la práctica, brindar un día de ausencia al mes sin tomar en cuenta las responsabilidades de cada rol y sin tener un plan de respaldo podría terminar por perjudicar a las trabajadoras. En su lugar, propone la implementación de otra terminología como «buenas prácticas de políticas menstruales en el lugar de trabajo», «reconocimiento del ciclo menstrual en el trabajo» y «flexibilización menstrual en el trabajo».
Sobre el potencial impacto en varones transgénero, personas no binarias y queer, esta población puede enfrentarse a situaciones de discriminación, violencia y transfobia que pueden exacerbarse si deben gestionar su menstruación en cuartos de baño públicos. Las licencias les permitirían ausentarse de su lugar de trabajo y manejar de forma privada este proceso. Al mismo tiempo, cabe la posibilidad de que al incorporarlas al código laboral, el trabajador de este grupo que las requiera termine por ser «sacado del armario» mediante la revelación pública de su estado menstrual, información que cada individuo podría considerar de índole privada. Por otro lado, en las legislaciones la figura suele estar explicitada para mujeres, por lo que no mencionarlos puede lograr que no accedan a este beneficio, o que no deseen hacerlo para evitar manifestar que menstrúan. Como alternativa, algunas empresas codifican estas licencias como parte de los días de ausentismo por enfermedad. Tratarlas con discreción y privacidad motivaría a que las empleadas pudieran reclamarlas con mayor facilidad, al mismo tiempo que sería un «factor de seguridad» para los varones trans y personas no binarias que no deseen revelar esta información.
En resumen, los posibles retos que persisten en el tema de las licencias menstruales son el miedo a la discriminación, la falta de concienciación sobre la política y sus implicaciones o la falta general de compresión de la menstruación. Si bien es un avance que algunos países y empresas implementen políticas, la desigualdad de género tiene otras formas de manifestarse, por ejemplo, en las deducciones salariales del pago de exámenes médicos que acrediten la solicitud de un permiso, la etiqueta negativa que se le pone a quienes toman la licencia o el simple hecho de considerar que el permiso menstrual no es importante. Finalmente, mujeres y otras personas menstruantes sufren una violencia verbal y psicológica en todo el proceso y optan por no tomar sus días.

## Posturas
A nivel global, conciliar la menstruación en el entorno de trabajo es un preocupación generalizada de las mujeres. Las licencias menstruales son un tema cada vez más cubierto por las agendas de países y empresas. Una de las causas se cree que es a razón del incremento de mujeres en los sectores económicos, en conjunto con las preocupaciones de los gobiernos sobre la fertilidad. El tema es controvertido, y ha contado con simpatizantes dentro del espectro político, desde liberales a conservadores.
Los sectores que apoyan la legislación de las licencias menstruales las ven como una herramienta capaz de lograr una mayor equidad de género en el ámbito laboral. De acuerdo con Dewa Ayu Widyani, la implementación de licencias menstruales responde a la necesidad de garantizar condiciones de trabajo seguras y saludables, a la vez que son una herramienta capaz de contemplar la singularidad física, psicológica y biológica de empleadas. Uno de los sustentos es que permitirían reconciliar las necesidades biológicas femeninas con la jornada laboral, de la misma manera que lo hace una licencia por maternidad. A su vez, la formalización de esta figura reduciría el estigma en torno al sangrado y habilitaría el diálogo abierto sobre el tema. Sobre la valoración de que sean un «tratamiento especial» para las mujeres, empleadores que las brindan indicaron que no son medidas destinadas a garantizar igualdad, sino equidad, al estar dirigidas a un público con una necesidad específica sin que esto genere un perjuicio a otros grupos de empleados. Aquellos que no concuerdan con su instauración advierten que el mal uso de estas licencias perpetúa la concepción de la menstruación como una enfermedad, idea vinculada al sexismo. Sostienen que esto puede impactar de forma negativa en el mercado laboral de las mujeres, promoviendo un sesgo perjudicial a la hora de decidir su ascenso y contratación. Las mujeres que las utilicen podrían ser vistas como «empleadas menos confiables», «no merecedoras» de su carrera, o sus ausencias podrían ser usadas en su contra para socavar su progreso laboral o enfrentarlas a un techo de cristal.
A nivel económico, la Organización Internacional del Trabajo emitió un reporte en 2003 donde estipuló que para un empleador, brindar 24 días adicionales de licencia por motivos de menstruación tendría un costo «significativo», lo que podría promover situaciones de discriminación contra las mujeres en la contratación. Tim Worstall para Forbes en 2014 especuló que esto terminaría por ampliar la brecha salarial de género y depreciaría el salario femenino. Años más tarde, en una entrevista llevada a cabo por esta misma publicación a empresas que incorporaron estos permisos, se halló que estos ofrecen una serie de ventajas: mayor retención de talentos y aumento del atractivo de la empresa para candidatos, incremento del rendimiento y promueven una planta más diversa. Una empleada que padece dolores menstruales es, en promedio, 33 % menos productiva, y presentarse de todas maneras a cumplir tareas le genera a su empleador 8,9 días perdidos al año en términos de productividad.
Desde la perspectiva médica se argumenta que la expectativa de mantener el mismo nivel de rendimiento, aún atravesando cuadros de dolor, empuja a las mujeres a consumir fármacos que alivien los síntomas, lo que podría retrasar la detección temprana y el tratamiento adecuado de trastornos menstruales como la endometriosis. Otros puntos de vista no consideran a los permisos por menstruación una cuestión de género y los engloba dentro de los criterios de licencias por enfermedad. Ambas figuras se equipararían al utilizarse en casos específicos donde los cólicos severos incapaciten a la trabajadora a realizar tareas. Sobre esto, se advirtió que las mujeres que padezcan dismenorrea recurrente podrían terminar por agotar sus días por enfermedad solo para cubrir este cuadro menstrual, situación ya registrada con pacientes con endometriosis, forzadas a recurrir a sus días de vacaciones o directamente a ausentarse sin paga por este trastorno, lo que termina por impactar en su situación financiera. El Instituto Europeo de Salud de la Mujer indicó que si bien existe una mayor tendencia en los sectores económicos para apoyar medidas que flexibilicen políticas laborales, esto no abordaría concretamente «el estigma asociado a problemas con la menstruación».
Sectores de mujeres y asociados al feminismo se han manifestado tanto a favor como en contra de las licencias menstruales. Los que desestiman la propuesta temen que signifique un retroceso a las posturas del siglo XIX, donde la menstruación se consideraba un estado debilitante análogo a una enfermedad. Esto sustentaba la idea de la inferioridad de la mujer frente al hombre y propició su discriminación, situaciones denunciadas por el posterior movimiento feminista por la igualdad durante el siglo XX. Otros, que la medida termine por estigmatizar a las mujeres en el ámbito laboral y en la práctica les signifique una desventaja. En la década de 1990, la Asociación de mujeres empresarias de Indonesia llamó a repeler las licencias menstruales en su país al considerar que eran un instrumento «contradictorio con el objetivo de la emancipación de la mujer». Por otro lado, los que apoyan la implementación de estas figuras denuncian la «invisibilización del ciclo menstrual»; tomar días de ausentismo por enfermedad en su lugar continúa por «perpetuar el silencio, la vergüenza y el estigma que afecta a las niñas desde antes inclusive de entrar al mercado laboral» y podría «reforzar tácitamente los estereotipos de que los asuntos de mujeres no son dignos de una adecuada consideración». En contextos culturales donde la menstruación tenga connotaciones de «impureza» o sea considerado un proceso «sucio», grupos feministas defienden la implementación de licencias menstruales como un desafío a estas percepciones negativas, y una oportunidad de abordar el tema desde un punto de vista fisiológico. También se ha denunciado que existe un sesgo que vincula capitalismo y patriarcado, donde la productividad se mide en términos orientados a varones, y que en la práctica logran que la mujer pueda sentirse «impura, menos productiva e incompetente» cuando intente reconciliar sus necesidades biológicas con su trabajo.